# 美原區
美原區（日语：／ Mihara ku */?）是堺市的7區之一，位於堺市的東部，為該市人口最少及人口密度最小的區。

## 歷史
美原區的範圍在令制國時代屬於河內國八上郡和丹南郡，在12世紀至15世紀期間日本擁有最先進鑄造技術的河內鑄物師曾以此地為主要據點，直到16世紀後由於堺的興起，鑄造師們逐漸遷往堺才沒落。
在江戶時代分屬館林藩、丹南藩、狹山藩領地，另有部分區域屬為幕府直轄領地。明治維新後，這些領地先後被整併至堺縣，但在1881年又隨著堺縣被併入大阪府而成為大阪府的一部分。
1889實施町村制時，現在的美原區範圍分屬丹南村、黑山村、平尾村、丹比村、南八下村五個行政區劃；1956年其中的平尾村、黑山村、丹南村合併為美原町，丹比村則在1956年合併為南大阪町（現在的羽曳野市）後，隔年又劃出部分區域併入美原町，南八下村則在1958年廢除，部分區域也被併入美原町，至此現在的美原區範圍全數被併入美原町。
而美原町在2005年被併入堺市，堺市市政府同時在此設立市政府美原支所負責原美原町轄區之業務；此後堺市也併入美原町而達到成閣為政令指定都市之門檻，並於2006年完成升格，升格後堺市即以原先美原町之範圍設立為美原區。

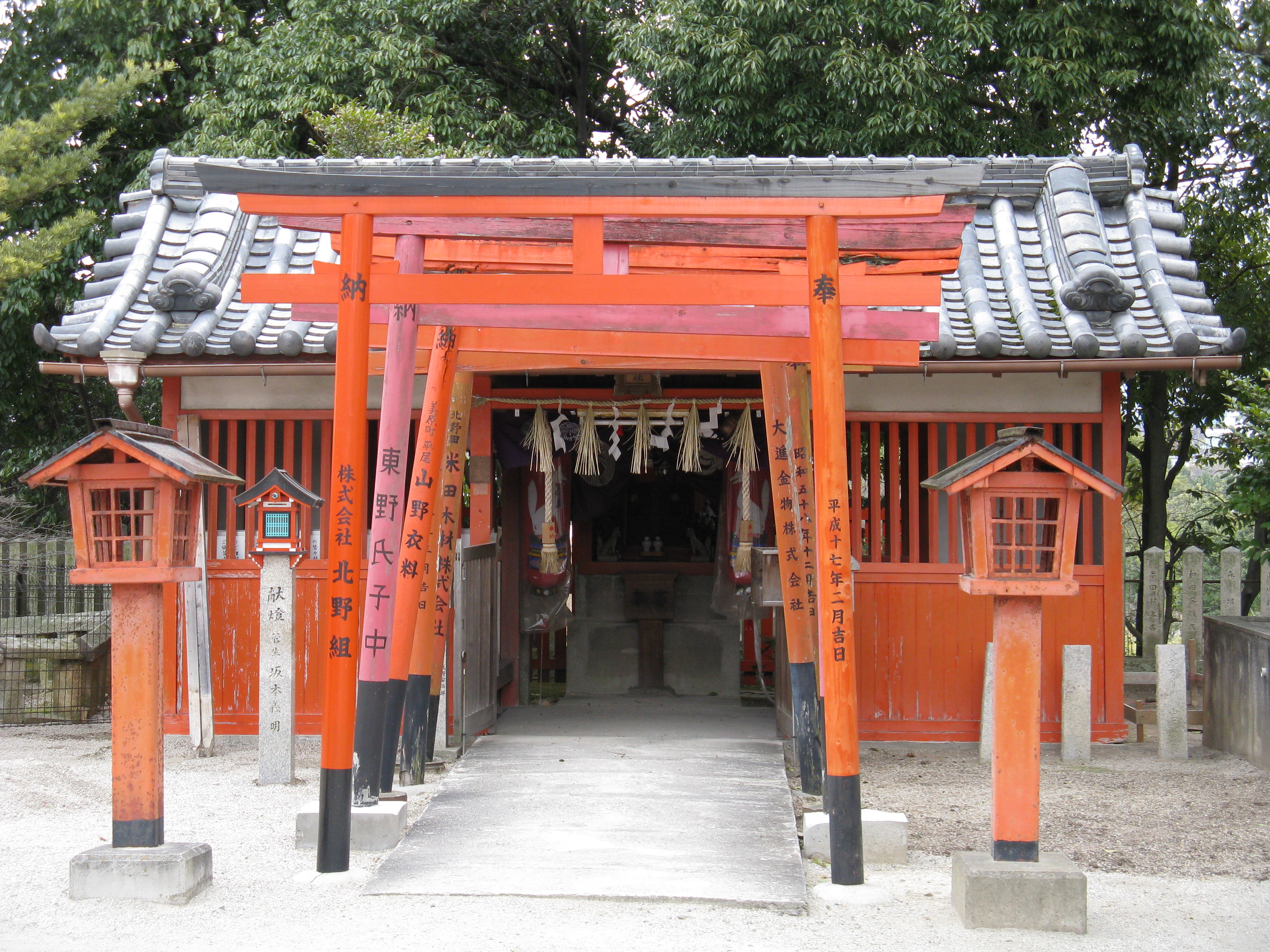
菅生稲荷神社

## 交通
區內無任何軌道交通路線，為日本政令指定都市的行政區中少見完全沒有軌道交通路線的，過去曾有提案從未於轄區西側的南海電氣鐵道高野線萩原天神車站興建輕軌路線進入美原區，並在2007年被列入堺市的綜合都市交通計畫中，但最終仍未能實行。

## 外部連結
- OpenStreetMap上有關美原區的地理
- （日語）美原區的Facebook專頁
- （日語） 官方网站